# گلستان (بهارستان)
گلِستان، مرکز بخش گلستان در شهرستان بهارستان از توابع استان تهران است. شهر گلستان در جنوب غرب استان تهران و در فاصلهٔ ۲۴ کیلومتری از شهر تهران قرار دارد از محلات مهم آن می‌توان به شهرک سبزدشت اشاره کرد.
گلستان از شرق به شهرستان اسلامشهر از شمال به شهر نسیم شهر و از غرب به رباط کریم محدود می‌شود.
یکی از مشکلات بزرگ این شهر نبود کمربندی حمل نقل برای عبور ماشین‌های سنگین است که ترافیک زیادی در مسیر جاده قدیم ساوه ایجاد می‌کند.

## جمعیت
بر اساس سرشماری سال ۱۳۹۵، این شهر جمعیتی برابر با ۲۳۹٬۵۵۶ نفر داشته است.

## مراکز درمانی
- بیمارستان ۱۲۰ تختخوابی امام حسین سبزدشت[۳]
- شبکه بهداشت و درمان شهرستان بهارستان

## نگارخانه

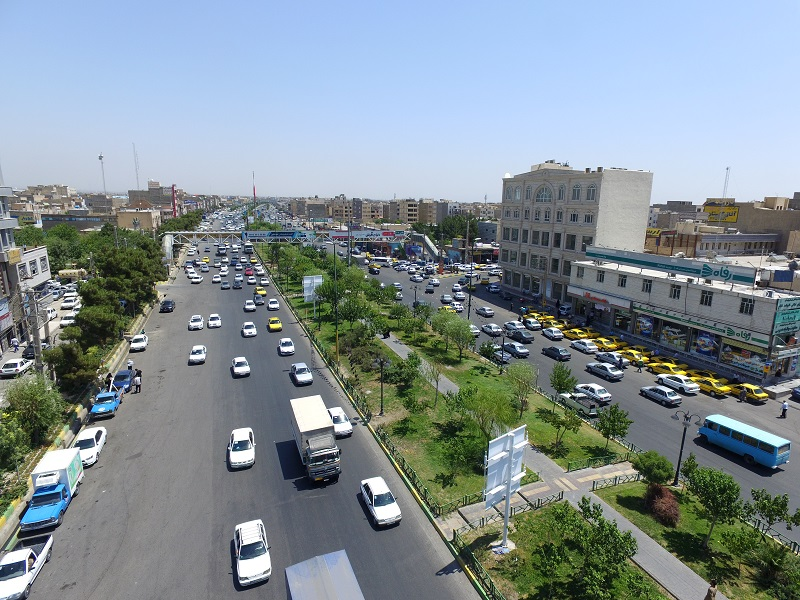
میدان امام علی واقع در جاده تهران-ساوه
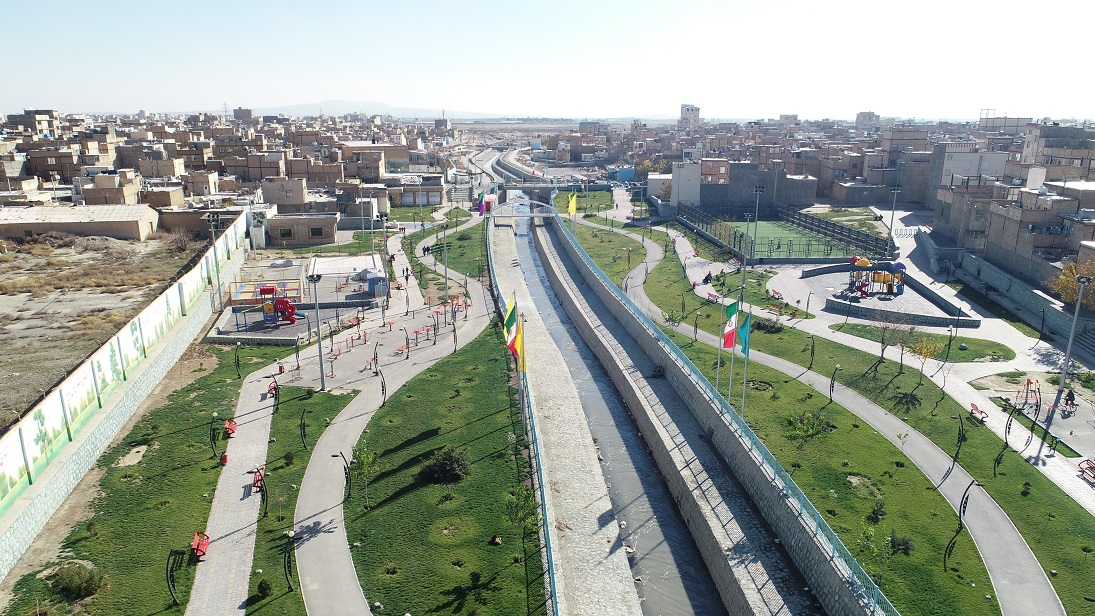
بوستان مادر
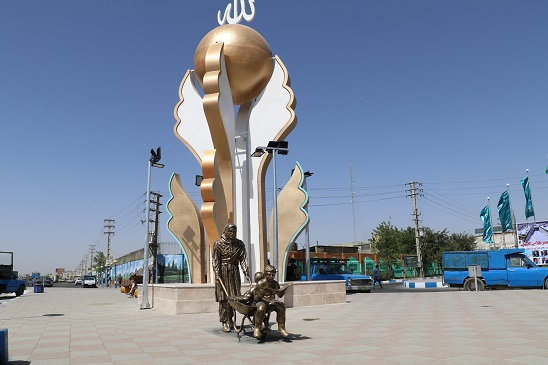
سه راهی آدران
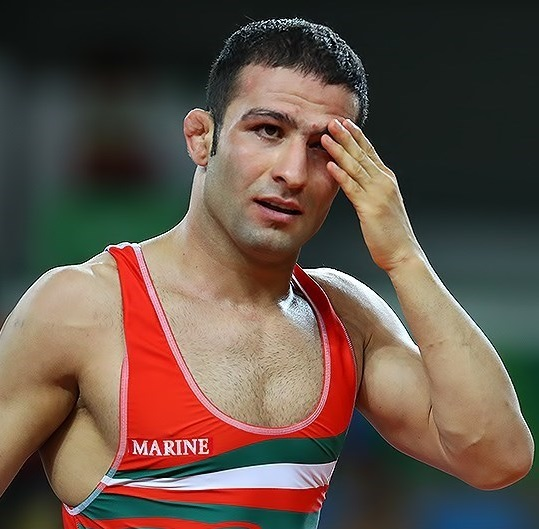
حسن رحیمی (کشتی‌گیر المپیکی اهل گلستان)